# Nermedin Selimov
Nermedin Selimov   (Bissertsi, 3 de gener de 1954) és un lluitador búlgar, ja retirat, especialista en lluita lliure, que va competir durant le dècades de 1970 i 1980.
El 1976 va prendre part en els Jocs Olímpics d'Estiu de Montreal, on fou cinquè en la competició del pes mosca del programa lluita lliure. Quatre anys més tard, als Jocs de Moscou, guanyà la medalla de bronze en la mateixa competició.
En el seu palmarès també destaquen dues medalles d'or al Campionat d'Europa, el 1978 i 1980.